# بول هنري سباك
بول هنري تشارلز سباك (25 يناير 1899 - 31 يوليو 1972) هو رجل دولة وسياسي اشتراكي بلجيكي ورئيس وزراء بلجيكا (1938 - 1939، 1946 و1947 - 1949) وأول رؤساء الجمعية العامة للأمم المتحدة (1946 - 1947) وأول رئيس للبرلمان الأوروبي (1952 - 1954) وأول رئيس للجمعية البرلمانية لمجلس أوروبا (1949- 1950) وثاني سكرتير عام لحلف الناتو (1957 - 1961). حصل على جائزة كارلسبريز في عام 1957 وسميت السنة الدراسية 1978 - 1979 باسمه في كلية أوروبا، وقد أشتهر بشبهه الكبير برئيس الوزراء البريطاني ونستون تشرشل.
كان بول هنري تشارلز سباك (25 يناير 1899-31 يوليو 1972) سياسيًا اشتراكيًا بلجيكيًا مؤثرًا، ودبلوماسيًا ورجل دولة. كان من أوائل المساهمين في تشكيل المؤسسات التي تطورت إلى الاتحاد الأوروبي (من الآباء المؤسسين للاتحاد الأوروبي)، جنبا إلى جنب مع روبير شومان، وألتشيدي دي غاسبيريو وكونراد أديناور.
خدم سباك، كفرد من أفراد عائلة سباك ذات النفوذ، لفترة وجيزة في الحرب العالمية الأولى قبل القبض عليه، وبرز بعد الحرب كلاعب تنس ومحامي، واشتهر بدفاعه البارز عن طالب إيطالي متهم بمحاولة اغتيال ولي العهد الإيطالي أومبرتو الثاني (آخر ملك لإيطاليا) في عام 1929. دخل سباك، المقتنع بالاشتراكية، السياسة في عام 1932 لصالح حزب العمال البلجيكي (فيما بعد الحزب الاشتراكي البلجيكي)، وحصل على أول حقيبة وزارية في حكومة بول فان زيلاند في عام 1935. أصبح رئيس وزراء بلجيكا في عام 1938، وشغل هذا المنصب حتى عام 1939. شغل منصب وزير الخارجية في الحكومة البلجيكية في المنفى تحت قيادة هوبير بييرلو خلال الحرب العالمية الثانية؛ وتفاوض حول تأسيس الاتحاد الجمركي للبنلوكس مع حكومتي هولندا ولوكسمبورغ. استعاد منصب رئيس الوزراء مرتين بعد الحرب، فبقي في المرة الأولى لمدة تقل عن شهر في مارس عام 1946، والمرة الأخرى بين عامي 1947 و1949. حمل العديد من الحقائب الوزارية البلجيكية الأخرى حتى عام 1966، وكان وزير خارجية بلجيكا لمدة 18 عامًا بين عامي 1939 و1966.
اشتهر سباك، المؤيد المقتنع للتعددية، دوليًا بدعمه للتعاون الدولي. اختير في عام 1945 لرئاسة الدورة الأولى للجمعية العامة للأمم المتحدة الجديدة. كان سباك مؤيدًا قديمًا للتكامل الأوروبي، وكان من أوائل المدافعين عن الاتحاد الجمركي، وتفاوض بشأن اتفاقية البنلوكس في عام 1944. شغل منصب أول رئيس للجمعية الاستشارية (البرلمانية) لمجلس أوروبا بين عامي 1949 و1950، وأول رئيس للمجموعة الأوروبية للفحم والصلب بين عامي 1952 و1954. عُيِّن في عام 1955 في ما يسمى بلجنة سباك لدراسة إمكانية وجود سوق مشتركة داخل أوروبا، ولعب دورًا مؤثرًا في إعداد اتفاقية روما لعام 1957 التي أسست المجموعة الاقتصادية الأوروبية، وحصل على جائزة شارلمان في نفس العام. شغل منصب الأمين العام الثاني لحلف شمال الأطلسي بين عامي 1957 و1961.
تقاعد سباك من السياسة البلجيكية في عام 1966، وتوفي في عام 1972. ما يزال سباك شخصية مؤثرة في السياسة الأوروبية، إذ تحمل إحدى المؤسسات الخيرية وأحد مباني البرلمان الأوروبي اسمه، بالإضافة إلى وجود طريقة للتفاوض باسمه أيضًا.

## السياسة البلجيكية بعد الحرب العالمية الأولى
أصبح سباك عضوًا في حزب العمل البلجيكي الاشتراكي في عام 1920، وانتُخِب نائبًا في عام 1932.
شغل سباك منصب وزير النقل في حكومة بول فان زيلاند في عام 1935. شغل منصب وزير الخارجية في فبراير عام 1936 في عهد فان زيلاند أولًا ثم في عهد خاله بول إميل جانسون. شغل منصب رئيس الوزراء لأول مرة منذ مايو 1938 حتى فبراير 1939. سمح لهيرمان فان بريدا في عام 1938 بتهريب إرث إدموند هوسرل من ألمانيا النازية إلى بلجيكا عبر السفارة البلجيكية في برلين.
تحققت العديد من الإصلاحات التقدمية في السياسة الاجتماعية خلال رئاسة الوزراء الأولى لسباك. صدر قانون في يونيو عام 1938 «زاد من وظائف الجمعية الوطنية للبيوت والمساكن الرخيصة ومكنها، بموجب ضمان الدولة، من الاتفاق على قرض بمبلغ 350 مليون فرنك»، بينما وضع المرسوم الملكي الصادر في يوليو عام 1938 قواعد تطبيق أحكام قانون الإجازات مدفوعة الأجر الذي مُرِّر في عام 1936 للمشاريع الزراعية والبستنة والغابات. عدل قانون 20 أغسطس عام 1938 واستكمل قانون الإجازات مدفوعة الأجر لعام 1936 من خلال توسيع تغطيته لتشمل جميع التعهدات، بغض النظر عن عدد العاملين بأجر، وعمال المنازل أيضًا. ألغى القانون أيضًا مطلبًا سابقًا يُجبر العامل على العمل لمدة عام على الأقل مع نفس صاحب العمل من أجل الحصول على إجازة سنوية.
عدل قانون 8 يوليو عام 1938 نظام التأمين الخاص بالشيخوخة والعجز والورثة؛ وذلك عن طريق زيادة الفوائد المستحقة للمعاقين والمسنين والأرامل الذين يتلقون بالفعل معاشًا تقاعديًا، مع توسيع نطاق شروط منح معاشات العجز. حظر أمر صادر في 25 أغسطس عام 1938 استخدام ما يسمى بالروح الحركية (البترول) «للتشحيم وتنظيف الأيدي وما إلى ذلك»؛ بينما حدد الأمر الملكي الصادر في 27 أغسطس عام 1938 ساعات العمل الأسبوعية العادية في صناعة إصلاح السفن في أنتويرب لتصبح 42 ساعة «موزعة على أيام الأسبوع السبعة». مدد الأمر الملكي الصادر في 27 ديسمبر عام 1938 نطاق قانون مدته ثماني ساعات صدر في يونيو عام 1921 ليشمل الموظفين التقنيين العاملين في دور السينما، وعدّل أمر ملكي مؤرخ في 22 ديسمبر عام 1938 المدخلات في العمود الثاني من الجدول (قائمة المهن) التي أصبحت حينها متوافقة مع الاتفاقية رقم 42، وأضاف إليه «في حالة تغبّر الرئة، عمليات تفجير الرمل في مسابك الحديد والصلب».
التزم سباك بالاستقلال السياسي لبلجيكا عندما كان وزيرًا للخارجية منذ عام 1936 حتى عام 1940، وتابع سياسة الحياد البلجيكية طويلة الأمد، مع عدم وجود تعاون عسكري رسمي مع فرنسا أو المملكة المتحدة وعدم وجود عداء صريح للألمان. غزت ألمانيا بلجيكا ولوكسمبورغ وهولندا وفرنسا في 10 مايو عام 1940. استسلم الجيش البلجيكي، بقيادة الملك ليوبولد الثالث، في 18 مايو في حالة من الفوضى ومع احتلال كل البلاد تقريبًا، مما أدى إلى نزاع دستوري مع جزء من الحكومة (بما في ذلك سباك) التي أرادت مواصلة العمليات العسكرية مع فرنسا. أعادت الحكومة البلجيكية تجميع صفوفها في ليموج وبوردو، وبقيت قريبة من الفرنسيين الذين استسلموا في 22 يونيو.
نشب الصراع مرة أخرى في الحكومة البلجيكية بين أولئك الذين أرادوا البقاء في فرنسا (وربما العودة إلى بلجيكا)، من ضمنهم سباك ورئيس الوزراء البلجيكي هوبرت بيرلو، وغيرهم ممن أرادوا المغادرة إلى لندن ومواصلة المجهود الحربي. غادر الوزير مارسيل هنري جاسبار، الذي استاء من الشجار، في 24 يونيو إلى لندن، وحاول تشكيل حكومة جديدة والحصول على اعتراف من البريطانيين. طُرِد جاسبار من الحكومة على الفور من قبل بيرلو وسباك. ذهب سباك أخيرًا إلى بريطانيا بعد إلغاء الفرنسيين للوضع الدبلوماسي. سافر مع بيرلو عبر إسبانيا والبرتغال خلال ظروف صعبة، وقضوا جزءًا من الرحلة في قاع عربة مزيف، ووصلوا إلى لندن في أكتوبر عام 1940.

## السياسات المحلية بعد الحرب العالمية الثانية
شغل سباك منصب وزير الخارجية بعد الحرب في ظل الوزراء اللاحقين أشيل فان آكر وكميل هويسمانز. عُيِّن مرتين رئيسًا للوزراء، فكانت أول مرة منذ 13 حتى 31 مارس 1946، وهي أقصر حكومة في تاريخ بلجيكا، ومرة أخرى منذ مارس 1947 حتى أغسطس 1949. سُنّ خلال حكومته الأخيرة تشريعين هامين للإسكان. نظم قانون دو تاي لعام 1948 الخصومات الضريبية، والتسهيلات الائتمانية، وأقساط المساكن الاجتماعية المبنية إما بمبادرة خاصة أو عامة؛ بينما أنشأ قانون برونفاوت لعام 1949 منظمة موازنة مركزية لسياسة الإسكان الاجتماعي الحكومية.
حولت هذه المنظمة العبء المالي من أعمال البنية التحتية للدولة، ونظمت تمويل جمعيتين وطنيتين للإسكان. نص مشروع قانون بشأن أضرار الحرب، حصل على الموافقة في أكتوبر عام 1947، على أن أصحاب المنازل التي تضررت من جراء الحرب وبادروا إلى ترميمها يستحقون التعويض. أُدخِلت حقوق التصويت للمرأة في عام 1948. صدر قانون ينص على إنشاء مجالس العمل في سبتمبر عام 1948، بينما أُنشئ صندوق بناء المدارس في نفس العام «لتوفير الاحتياجات المادية للتعليم الثانوي». بدأت مدرسة متعددة الأطراف في العمل أيضًا في عام 1948.
اتُخِذت العديد من التدابير المختلفة لتحسين ظروف العمل في المناجم. نص مرسوم صادر في سبتمبر عام 1947 على التأسيس الإلزامي لخدمات السلامة في المناجم ولجان السلامة والصحة في جميع المناجم، بينما نص مرسوم آخر صدر في نفس الشهر على مراجعة وتوسيع الأحكام المتعلقة بمنشآت النظافة، والفحص الطبي، والإنقاذ والإسعافات الأولية. وُفِّرت فهرسة تلقائية لنسبة 95% من الأجور اعتبارًا من عام 1948 وما بعد، بينما زوِّدت النساء بإمكانية الوصول إلى القضاء منذ عام 1948 وما بعد. مُرِّر قانون في ديسمبر عام 1948 استبدل الجمعية الوطنية لأيتام الحرب بالجمعية الوطنية للأيتام والأرامل وذوي ضحايا الحرب. اتُخِذت تدابير مختلفة لتحسين ظروف العمل في صناعة التعدين. حصل جميع العمال الشباب الذين تقل أعمارهم عن 18 عامًا على حق الحصول على إجازة سنوية مدفوعة الأجر لمدة ثلاثة أسابيع اعتبارًا من يونيو عام 1947 وما بعد؛ بينما حصل للعمال الذين تتراوح أعمارهم بين 18 و21 عامًا على حق الحصول على أسبوعين على الأقل. صدرت أوامر في سبتمبر عام 1947 تنص على الإشراف على الصحة والنظافة في المناجم الداخلية والسطحية والمحاجر. قُدِّم تشريع يضاعف مكافآت الإجازة للعمال في يونيو عام 1948، وصدر في أغسطس عام 1948 قانون أدخل التعليم الأخلاقي غير الطائفي في التعليم الثانوي.

## روابط خارجية
- بول هنري سباك على موقع الموسوعة البريطانية (الإنجليزية)
- بول هنري سباك على موقع مونزينجر (الألمانية)
- بول هنري سباك على موقع ميوزك برينز (الإنجليزية)
- بول هنري سباك على موقع إن إن دي بي (الإنجليزية)
- بول هنري سباك على موقع ديسكوغز (الإنجليزية)